# Eduardo Salvio
Eduardo Antonio "Toto" Salvio (Avellaneda, 13 de juliol de 1990) és un futbolista argentí. Juga de davanter o extrem al Sport Lisboa e Benfica de la Lliga portuguesa de futbol.
Salvio va debutar a Lanús el 2008 formant part de l'equip que es va proclamar campió del Torneig Obertura 2007.
El gener de 2010 l'Atlètic de Madrid va contractar Salvio al mercat d'hivern de la temporada 2009-2010 i el 18 de febrer d'aquell mateix any va debutar amb l'equip a l'Europa League, va sortir al minut 85 substituint a José Antonio Reyes. El 25 abril 2010 va aconseguir els seus dos primers gols com matalasser, tots dos contra el Tenerife. El 12 maig 2010 va guanyar el seu primer títol europeu. A Hamburg es va alçar amb l'Europa League amb l'Atlètic de Madrid on va sortir com a suplent a la final al minut 78.
L'agost de 2010 va ser cedit al Benfica de Portugal, on, després de trobar escassos minuts en un principi, va esdevenir una de les peces claus de l'equip tot convertint un total de 8 gols. El club lisbotea es va plantejar exercir l'opció de compra, de 15 milions d'euros, que tenia pel jugador, però al no arribar a un acord amb l'Atlètic de Madrid per rebaixar la xifra, l'opció va ser desestimada.
L'estiu de 2011 va tornar a l'Atlètic de Madrid per disputar la seva primera temporada al complet amb el club. El 25 d'agost del mateix any, en la tornada de la quarta ronda de classificació de l'Europa League, contra el Vitòria de Guimaraes, va marcar el seu primer gol en competició europea amb l'Atlètic de Madrid. Va ser el gol que va posar el definitiu zero a quatre al marcador i que va segellar el passi de l'Atlètic de Madrid a la fase de grups per un global en l'eliminatòria de sis a zero. El 25 de setembre, en la sisena jornada de Lliga, va jugar el seu 100 partit oficial de la seva carrera. Salvio va saltar al camp en el descans i poc va poder fer en la derrota de l'Atlètic de Madrid per cinc a zero davant el Futbol Club Barcelona. El 8 de desembre, va jugar el seu primer partit de Copa del Rei de futbol amb la samarreta de l'Atlètic de Madrid en la derrota del seu club 2-1 davant l'Albacete Balompié en l'anada dels setzens de final. El 22 d'abril de 2012, en la victòria per tres a un davant el RCD Espanyol en el partit corresponent a la 35 jornada de Lliga, va disputar el seu 100 partit entre les diferents lligues en què havia participat: argentina, espanyola i portuguesa. El 9 maig 2012 va guanyar la seva segona Europa League a Bucarest contra l'Athletic Club de Bilbao. Va saltar al camp en el minut 77 per participar en la victòria del club matalasser per tres a zero.

## Internacional
Ha estat internacional amb la selecció Juvenil Argentina, sent convocat per al Campionat Sud-americà Sub-17 de 2007 i la Copa Mundial de Futbol Sub-17 de 2007. Va jugar el Campionat Sud-americà Sub-20 de 2009 a Veneçuela sent el màxim golejador de l'Argentina.
Va jugar un partit amistós contra la selecció de futbol de Panamà, el 2009 on el seu equip va guanyar 3-1. El 22 desembre 2009 va jugar un partit amistós contra la selecció de futbol de Catalunya on va ingressar des del banc de suplent en la derrota de l'Argentina per 4 a 2. Va disputar els partits amistosos del dia 26 de març de 2011 davant Estats Units i del 29 davant Costa Rica com preparatoris de l'Argentina per a la Copa Amèrica de futbol 2011. El 7 octubre 2011 va jugar el seu primer partit oficial davant Xile. Salvio substituir José Sosa en el minut 80 i el partit va finalitzar amb una victòria 4-1.